# Love Again
LOVE again – czternasty album japońskiej piosenkarki Ayumi Hamasaki. Płyta została wydana 8 lutego 2013 roku. Album jest czwartym wydawnictwem z serii świętującej 15. rocznicę piosenkarki. W jego skład wchodzą utwory z dwóch wydanych wcześniej minialbumów: LOVE i again. Album został wydany w formatach: CD, CD+DVD, CD+Blue-Ray, Playbutton, CD+DVD+Goods i CD+Blu-ray+Goods.

## Lista utworów

### CD
| #  | Tytuł                         | Muzyka                                                | Aranżacja   | Czas |
| -- | ----------------------------- | ----------------------------------------------------- | ----------- | ---- |
| 1  | "Wake me up"                  | Philippe-Marc Anquetil, Hiten Bharadia, Bardur Haberg | tasuku      | 4:02 |
| 2  | "Song 4 u"                    | HINATAspring, Yuta Nakano                             | Yuta Nakano | 3:50 |
| 3  | "Missing"                     | Kazuhiro Hara                                         | Yuta Nakano | 4:56 |
| 4  | "SAKURA"                      | Kunio Tago                                            | Yuta Nakano | 4:33 |
| 5  | "Melody"                      | Yasuhiko Hoshino                                      | Yuta Nakano | 5:26 |
| 6  | "Task'n'Bass"                 | tasuku                                                | tasuku      | 1:57 |
| 7  | "Bye-Bye darling"             | Yasuhiko Hoshino                                      | tasuku      | 4:02 |
| 8  | "snowy kiss"                  | Tetsuya Komuro                                        | tasuku      | 6:07 |
| 9  | "Sweet scar"                  | D・A・I                                               | Yuta Nakano | 4:12 |
| 10 | "petal"                       | Kunio Tago                                            | Yuta Nakano | 4:10 |
| 11 | "glasses"                     | Yuta Nakano                                           | Yuta Nakano | 1:45 |
| 12 | "untitled for her... story 2" | Yuta Nakano                                           | Yuta Nakano | 5:22 |
| 13 | "Gloria"                      | Yasuhiko Hoshino                                      | Yuta Nakano | 4:38 |
| 14 | "Ivy"                         | Tetsuya Komuro                                        | Yuta Nakano | 4:39 |
| 15 | "You & Me"                    | Tetsuya Komuro                                        | tasuku      | 5:37 |

### DVD/Blue-Ray
| #  | Tytuł                                      | Czas |
| -- | ------------------------------------------ | ---- |
| 1  | "Song 4 u" (video clip)                    |      |
| 2  | "Missing" (video clip)                     |      |
| 3  | "Wake me up" (video clip)                  |      |
| 4  | "You & Me" (video clip)                    |      |
| 5  | "snowy kiss" (video clip)                  |      |
| 6  | "Sweet scar" (video clip)                  |      |
| 7  | "Melody" (video clip)                      |      |
| 8  | "Song 4 u" (making clip)                   |      |
| 9  | "Missing" (making clip)                    |      |
| 10 | "You & Me" (making clip)                   |      |
| 11 | "Wake me up / snowy kiss" (making clip #1) |      |
| 12 | "Wake me up / snowy kiss" (making clip #2) |      |
| 13 | "Sweet scar" (making clip)                 |      |
| 14 | "Melody" (making clip)                     |      |